# El Banco
El Banco – miasto w Kolumbii, w departamencie Magdalena.